# Claude Alphonse Delangle
Pour les articles homonymes, voir Claude Delangle.
Claude Alphonse Delangle, né à Varzy (Nièvre) le 6 avril 1797 et mort à Paris le 25 décembre 1869, est un avocat, magistrat et homme politique français.

## Biographie
Après une brillante carrière judiciaire qui le conduit à la Cour de cassation, puis à la première présidence de la cour d'appel de Paris, il devient député de Cosne lors de la Monarchie Juillet, se rallie à Louis-Napoléon Bonaparte puis entre au Sénat.
Il devient ensuite ministre de l'Intérieur (14 juin 1858 - 5 mai 1859) puis de la Justice (5 mai 1859 - 23 juin 1863).
Il est ensuite nommé premier vice-président du Sénat puis remplace André Dupin comme procureur général de la Cour de cassation (1865). Tous deux étaient natifs de Varzy.
Il est élu membre de l'Académie des sciences morales et politiques en 1859.